# Rovennoppi
Rovennoppi är ett naturreservat i Ljusdals kommun i Gävleborgs län.
Området är naturskyddat sedan 2009 och är 74 hektar stort. Reservatet omfattar berget Rovennoppi med kringområde och består av äldre tallskog med myrmarker och en liten tjärn. 